# Kikongo

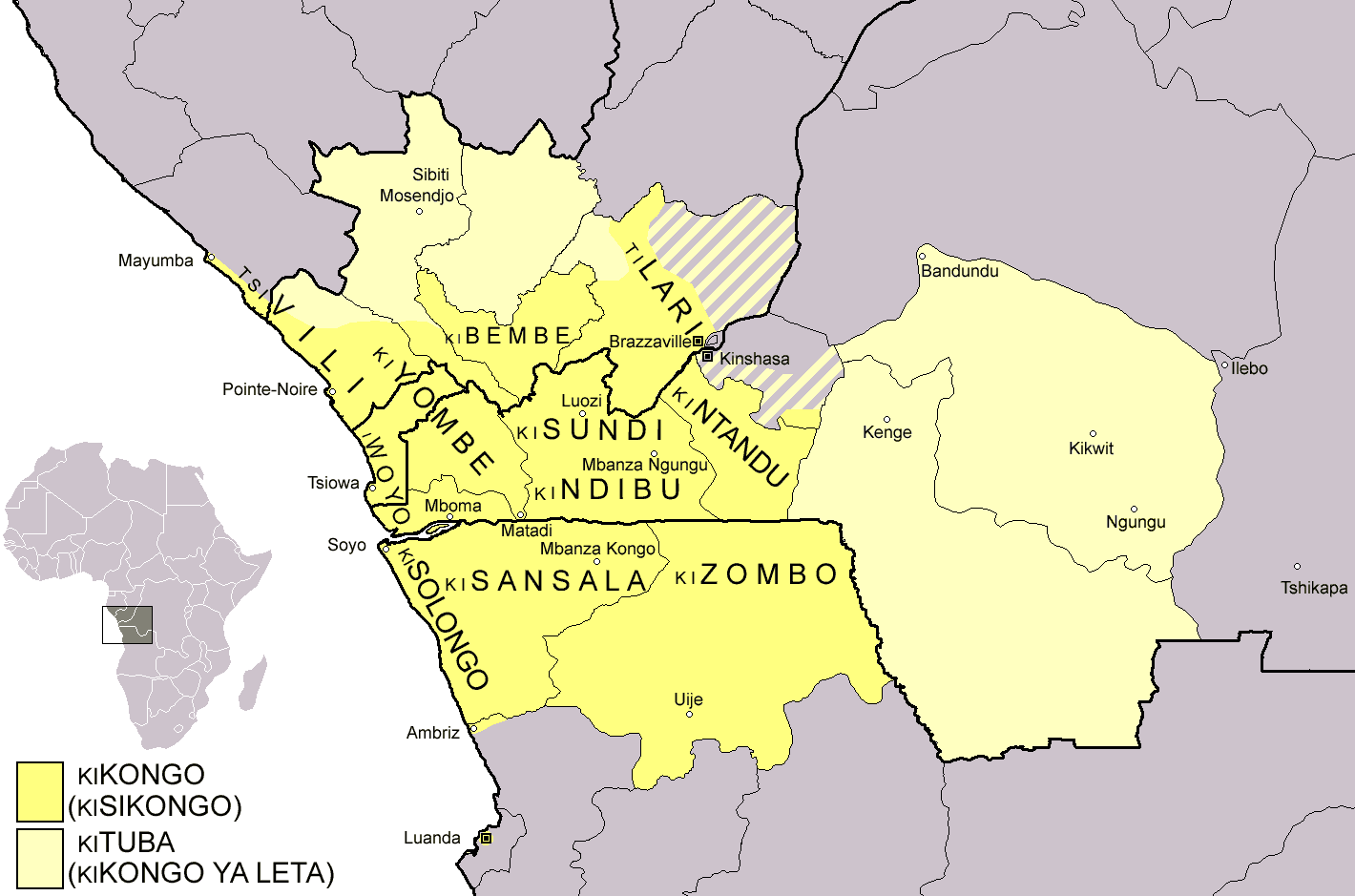
Kongo talas som modersmål främst av kongofolk i det intensivt gula området. I det ljust gula området är det vanligt att också andra etniska grupper talar kikongo, eller en förenklad variant av kikongo som kallas kituba.

Kikongo (även koongo eller kongo) är ett bantuspråk som talas av omkring sju miljoner människor i Angola, Kongo-Kinshasa och Kongo-Brazzaville. Det är modersmål för de flesta etniska kongoleser.
Kikongo är officiellt språk i Angola och Kongo-Kinshasa. Den informella varianten kituba är lingua franca i stora delar av regionen. Språket har varit en byggsten i en del amerikanska kreolspråk, som till exempel palenquero, till följd av slavhandeln.